# Leopoldius cabrilsensis
Leopoldius cabrilsensis är en tvåvingeart som beskrevs av Miguel Carles-Tolrá 2000.
Leopoldius cabrilsensis ingår i släktet Leopoldius och familjen stekelflugor. Artens utbredningsområde är Spanien. Inga underarter finns listade i Catalogue of Life.